# Родионов, Владимир Александрович (Герой Социалистического Труда)
Владимир Александрович Родионов (5 августа 1930 — 1993) — передовик советского сельского хозяйства, бригадир совхоза «Перевесинский» Турковского района Саратовской области, Герой Социалистического Труда (1971).

## Биография
Родился 5 августа 1930 года в селе Андреевка Турковского района Саратовской области. Завершил обучение в четырёх классах сельской школы. В начале Великой Отечественной войны в возрасте двенадцать лет стал работать, возил на лошади бочки с топливом. В 17 лет стал работать помощником комбайнёра. Год работал трактористом.
В 1948 году завершил обучение в Турковском училище механизации. Был призван в Советскую Армию. Службу проходил на Дальнем Востоке в полковой школе. После демобилизации вернулся в родной колхоз. Перепробовал все виды сельскохозяйственных работ, был назначен помощником бригадира. В 1960–1990-е годы работал бригадиром совхоза "Перевесинский" Турковского района. Демонстрировал высокие результаты в производственной деятельности, особенно в период уборки урожая.
Указом Президиума Верховного Совета СССР от 8 апреля 1971 года за достижение высоких показателей в производстве продукции сельского хозяйства и высокие урожаи зерновых Владимиру Александровичу Родионову было присвоено звание Героя Социалистического Труда с вручением ордена Ленина и медали «Серп и Молот». 
Член КПСС, был членом райкома КПСС, часто выступал с докладами на совещаниях, активах, пленумах.
Турковский райком комсомола с 1973 года учредил приз имени В.А.Родионова лучшей комсомольско-молодёжной бригаде хлеборобов.
В 1990 году переехал жить в город Саратов. Умер в 1993 году.

## Награды
За трудовые успехи удостоен:
- золотая звезда «Серп и Молот» (08.04.1971)
- орден Ленина (08.04.1971)
- другие медали.